# José Javier Arregui Asta
José Javier Arregui Asta (Saragossa, 12 de novembre de 1944) és un militar aragonès, cap de la Caserna General Terrestre d'Alta Disponibilitat (CGTAD), càrrec que ocupa el buit deixat pel Capità general de València.
Va ingressar com a cadet a l'Acadèmia General Militar l'1 de novembre de 1960. Ha estat Oficial d'Enllaç en el Comandament d'Instrucció i Doctrina de l'Exèrcit dels Estats Units, i Secretari General del Comandament d'Ensinistrament i Doctrina. En 2001 fou general adjunt i cap d'Estat Major de la Caserna General Terrestre d'Alta Disponibilitat (CGTAD), i el 2003 general de la Zona Militar de Canàries. En juny de 2004 fou nomenat cap de la Caserna General Terrestre d'Alta Disponibilitat (CGTAD) L'1 d'agost de 2007 fou substituït en el càrrec per Fernando Sánchez-Lafuente Caudevilla.